# Мяэзи
Мя́эзи (эст. Määsi)— деревня в волости Сетомаа уезда Вырумаа, Эстония. Исторически относится к нулку Лухамаа.
До административной реформы местных самоуправлений Эстонии 2017 года входила в состав волости Миссо (упразднена).

## География и описание
Расположена у границы Эстонии и России. Расстояние до уездного центра — города Выру — 29 километров, до волостного центра — посёлка Вярска — 40 километров. Высота над уровнем моря — 187 метров.
Климат умеренный. Официальный язык — эстонский. Почтовый индекс — 64045.

## Население
По данным переписи населения 2021 года, в Мяэзи насчитывалось 24 жителя, из них 22 (91,7 %) — эстонцы.
По данным переписи населения 2011 года, в деревне проживали 34 человека, все — эстонцы (сету в перечне национальностей выделены не были).
Численность населения деревни Мяэзи по данным переписей населения:
| Год  | 1979 | 1989 | 2000 | 2011 | 2021 |
| ---- | ---- | ---- | ---- | ---- | ---- |
| Чел. | 106  | ↘ 91 | ↘ 45 | ↘ 34 | ↘ 24 |

## История
В письменных источниках 1904 года деревня записана как Määsi и Мя́сники, примерно 1920 года — Mäsniki, 1922 года — Määsi.
Деревня существовала уже в XVIII веке. На военно-топографических картах Российской империи (1846–1880 годы), в состав которой входила Лифляндская губерния, деревня обозначена как Мясники.
В 1882 году входила в общину Железово и относилась к приходу Панкъявица. В 1970-х годах была поделена на две деревни — Мяэзи I и Мяэзи II, которые объединили в 1977 году, в период кампании по укрупнению деревень.
В 1977–1997 годах в состав Мяэзи входили деревни Коорла и Хиндса.

## Достопримечательности
- В деревне находится кладбище Лухамаа, внесённое в Государственный регистр памятников культуры Эстонии[18].
- В южной части кладбища находится братская могила погибших во Второй мировой войне (внесена в Государственный регистр памятников культуры Эстонии)[19].
- К северу от кладбища, на границе между деревнями Мяэзи и Хиндса находится деревянная православная церковь Святого Духа. Её первый камень был заложен в 1929 году, построена и освящена в 1932 году[20].

В юго-восточном углу кладбища Лухамаа ранее было немецкое захоронение; летом 1999 года останки погибших были эксгумированы членами некоммерческого объединения по поиску и уходу за могилами погибших воинов (эст. MTÜ Langenute Sõjakalmude Otsimise ja Hooldamise Ühing) под руководством Вилле Древинга (Ville Dreving) и перезахоронены в Германии.

## Известные уроженцы
В деревне Мяэзи родились лютеранский священник, церковный учитель Александер Лухаметс и ботаник Тайми Пааль.

## Происхождение топонима
Эстонский языковед Марье Калласмаа считает, что Mjas(s) ~ Mäs(s) — это было древнее личное имя; Юри Труусманн предложил для объяснения русского топонима слово мясник. В XVII веке существовало старо-русское добавочное имя Мясникъ. В России есть деревни Мясники в Омской и Смоленской области, в Ростовской области есть Мясниковский район. В Псковской области есть несколько деревень Мясово и была Мясищева пустошь.

## Галерея

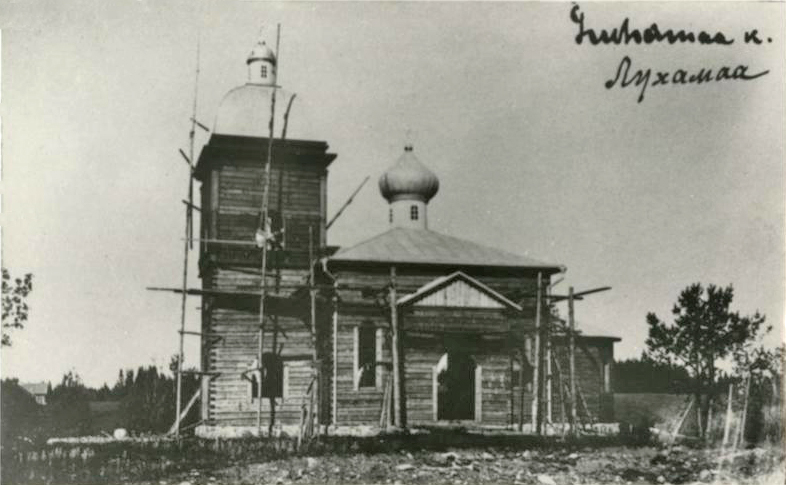
Церковь Святого Духа, 1920—1940-е годы
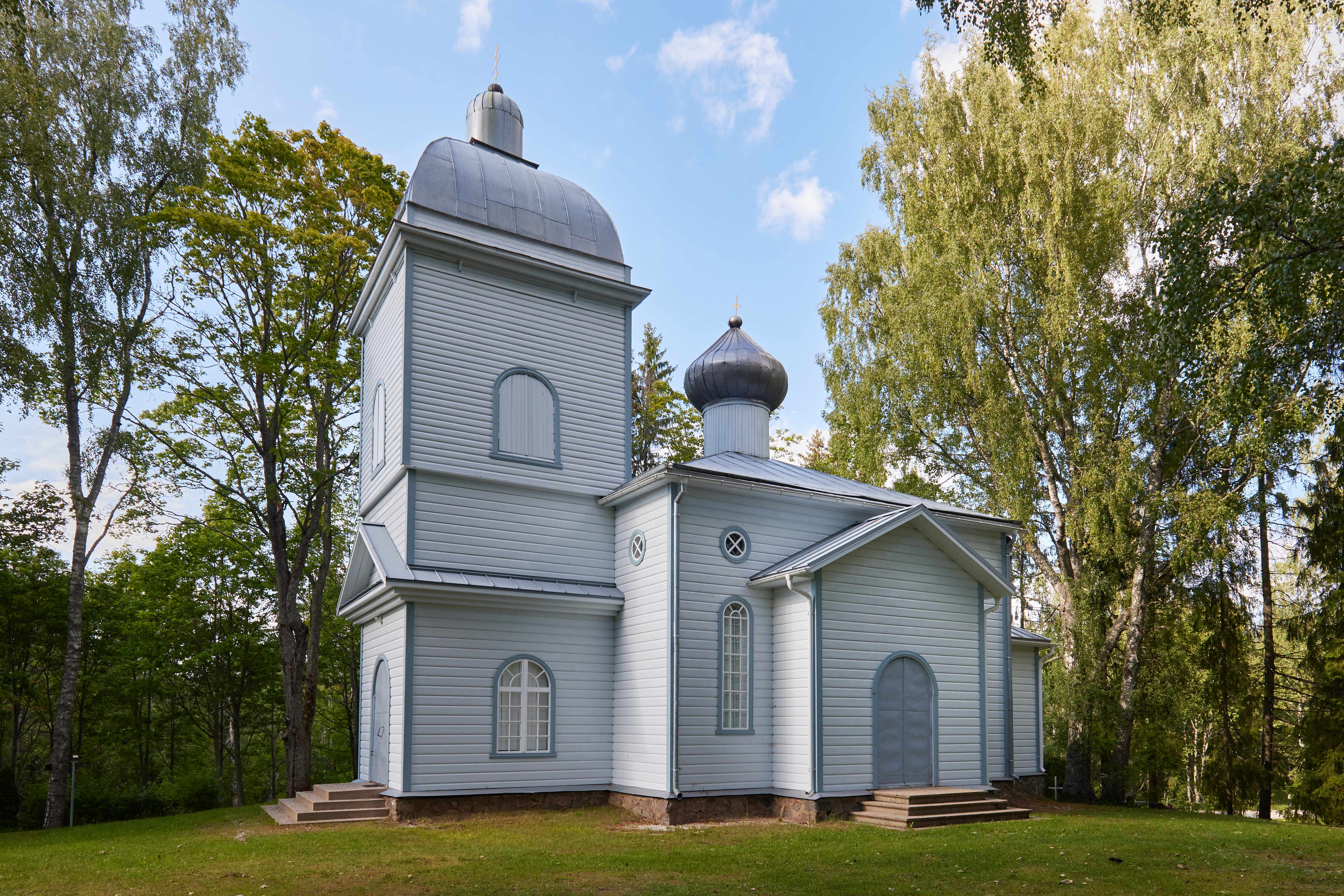
Церковь Святого Духа в 2023 году
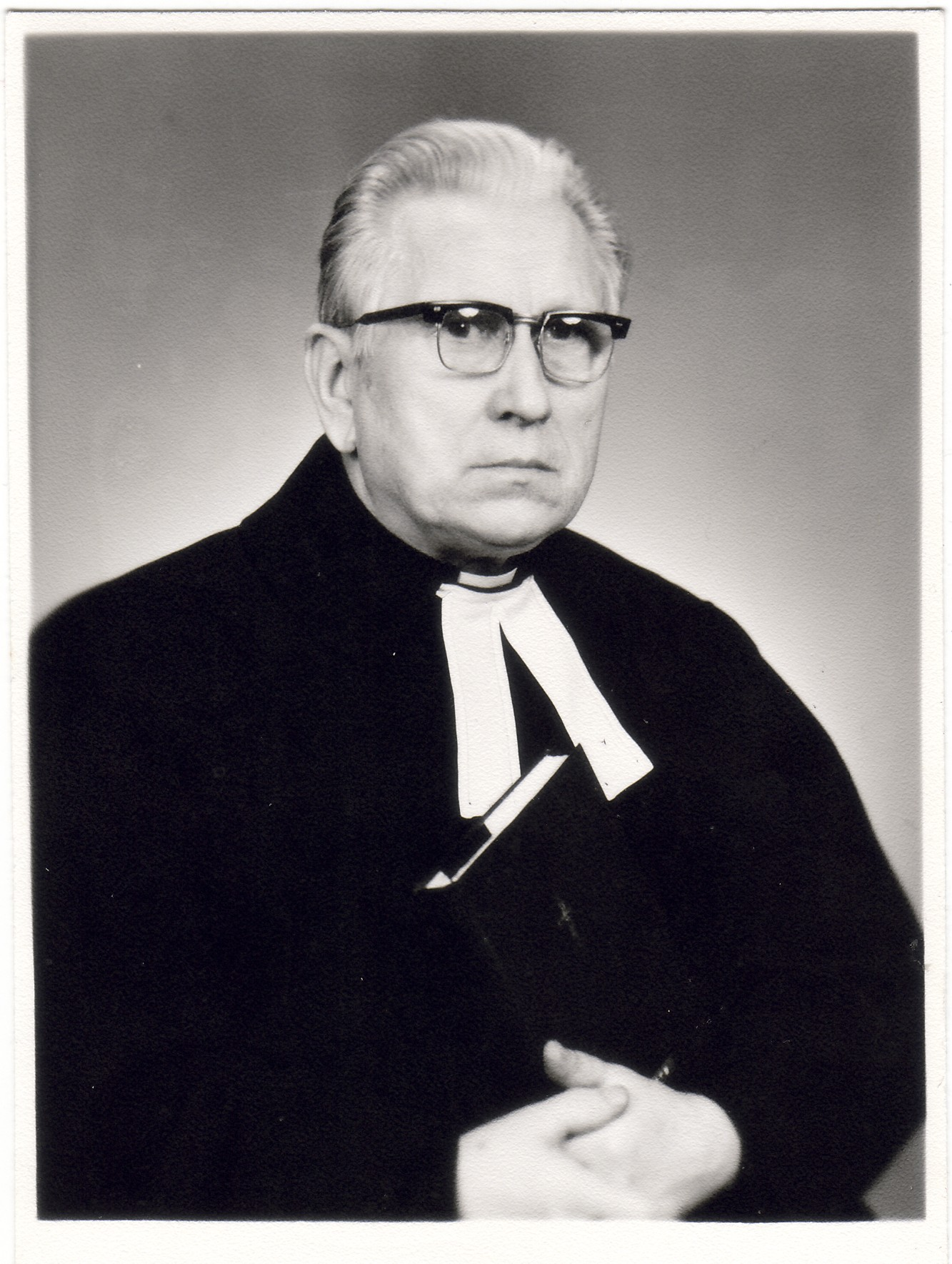
Александер Лухаметс
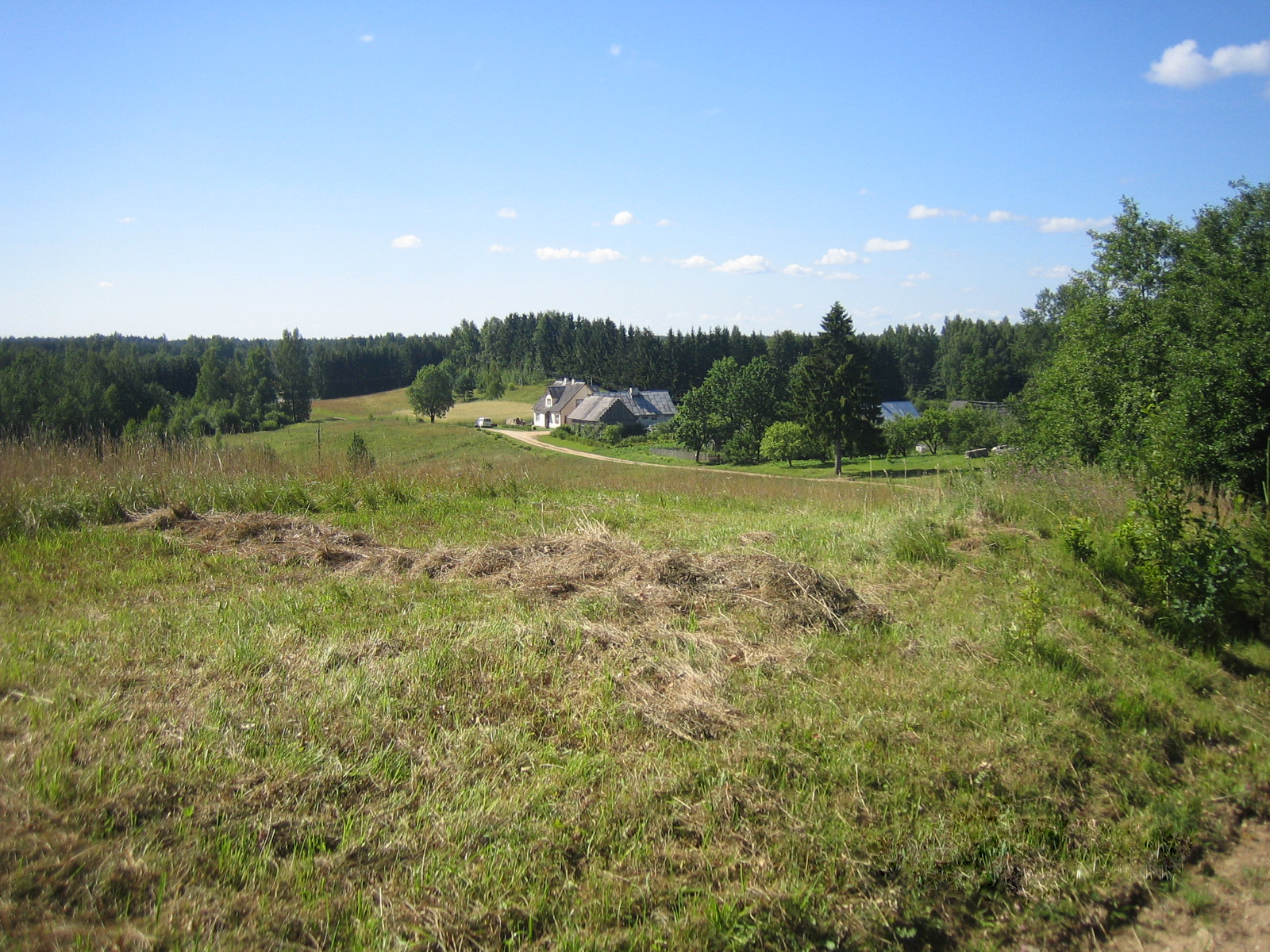
Вид на деревню Мяэзи с горы Мяэзи
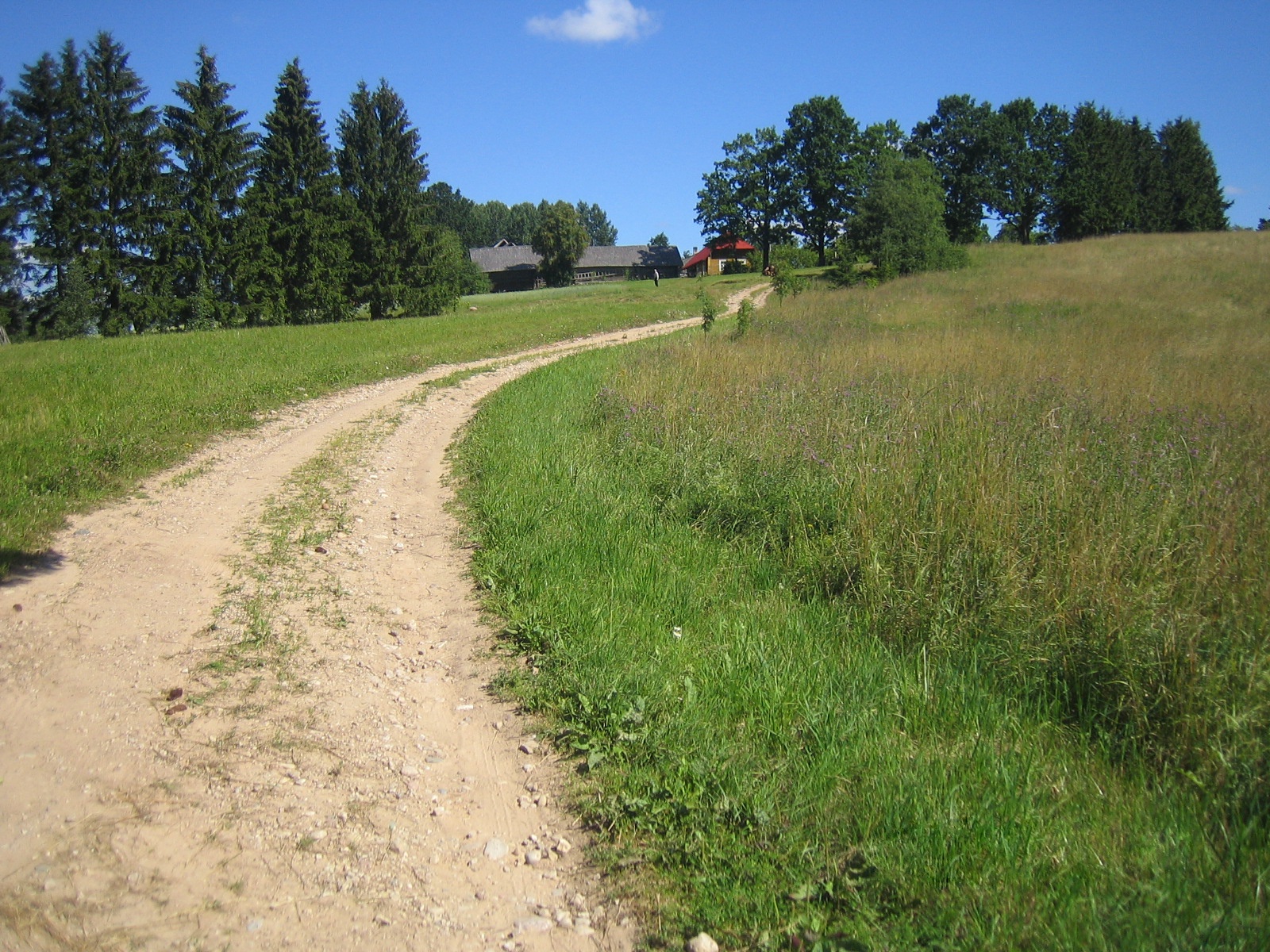
Вид на гору Мяэзи
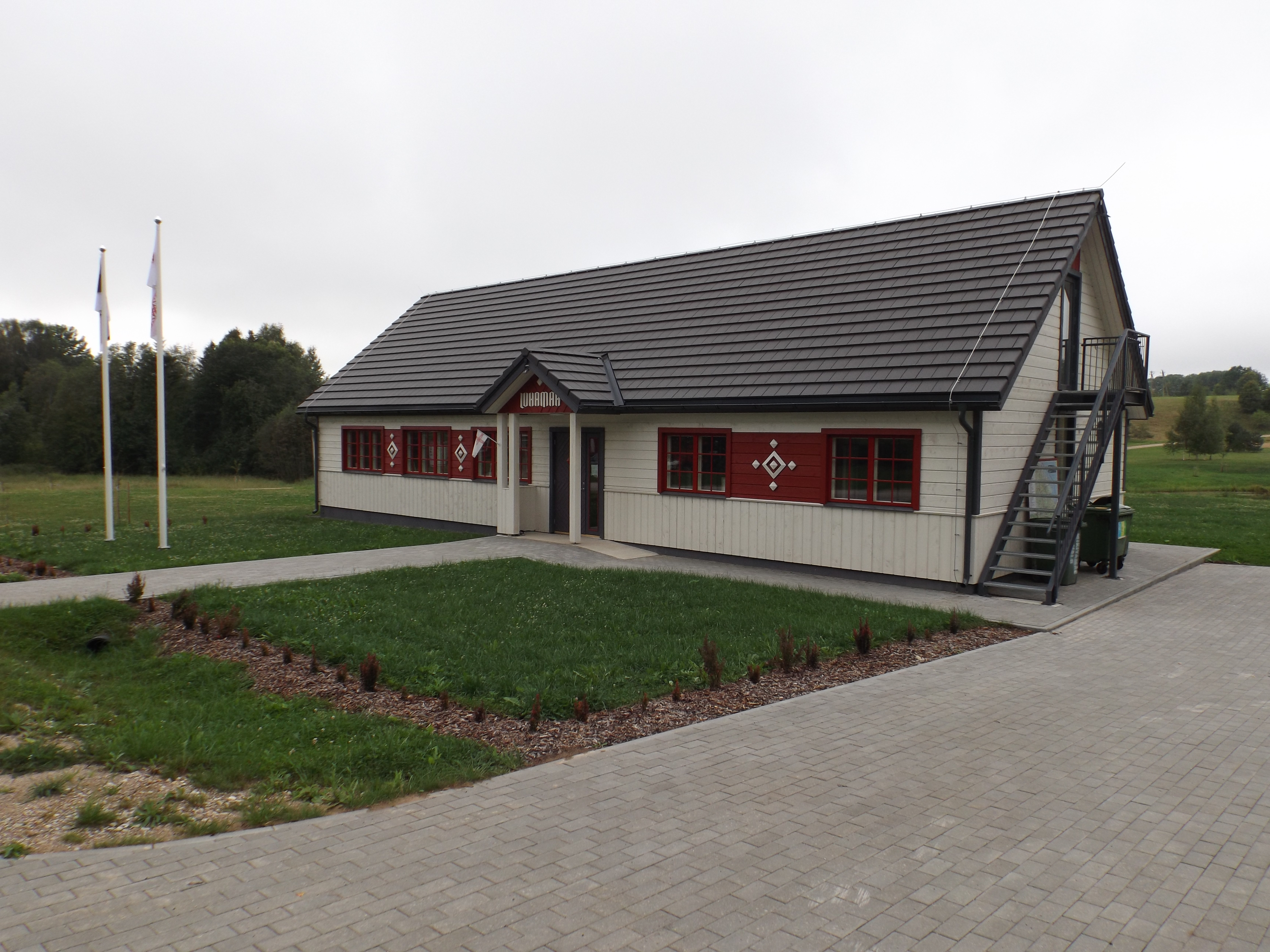
Общинный дом Лухамаа в Мяэзи